# Ernst Schweninger

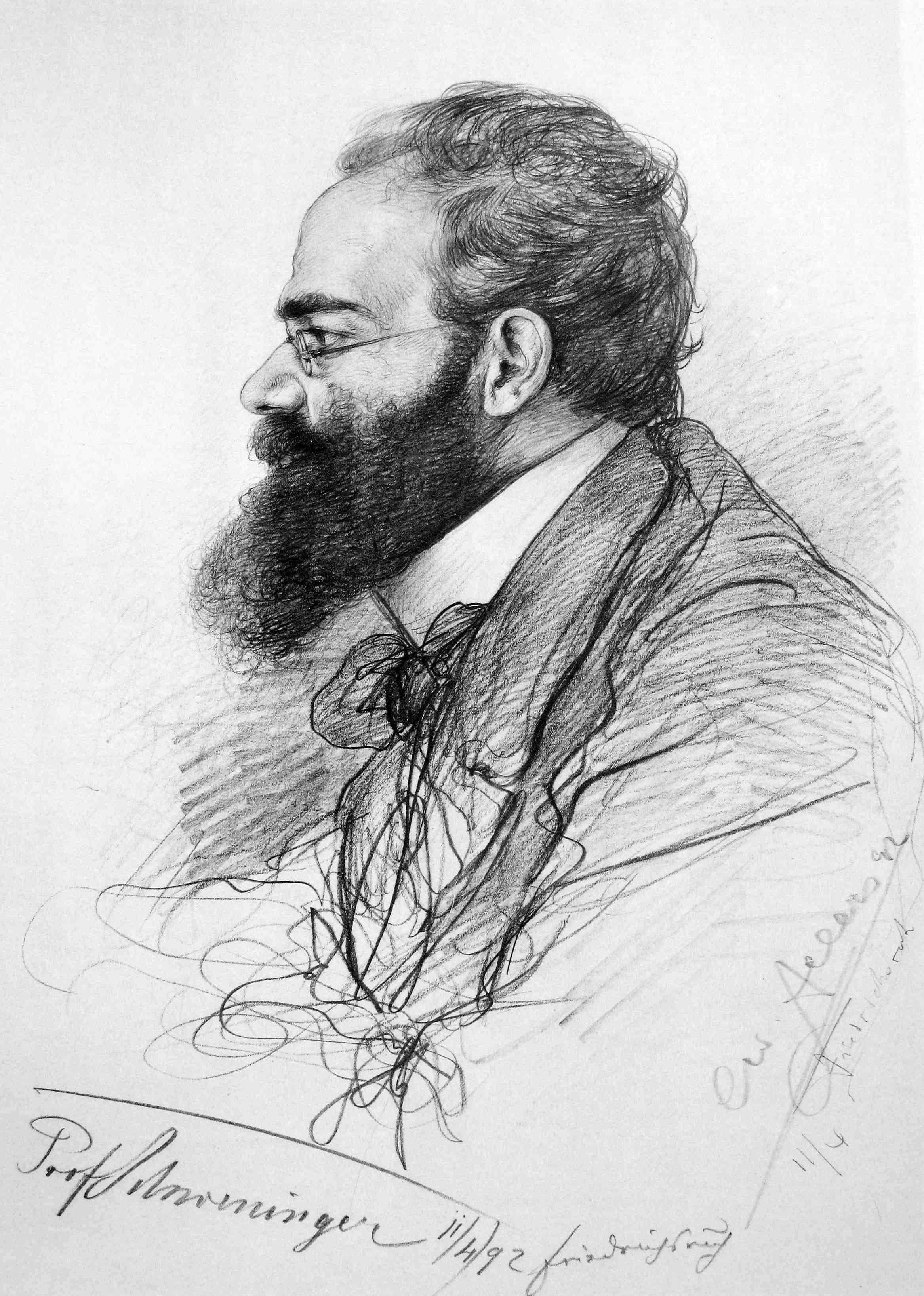
Ernst Schweninger, dessin de C. W. Allers.

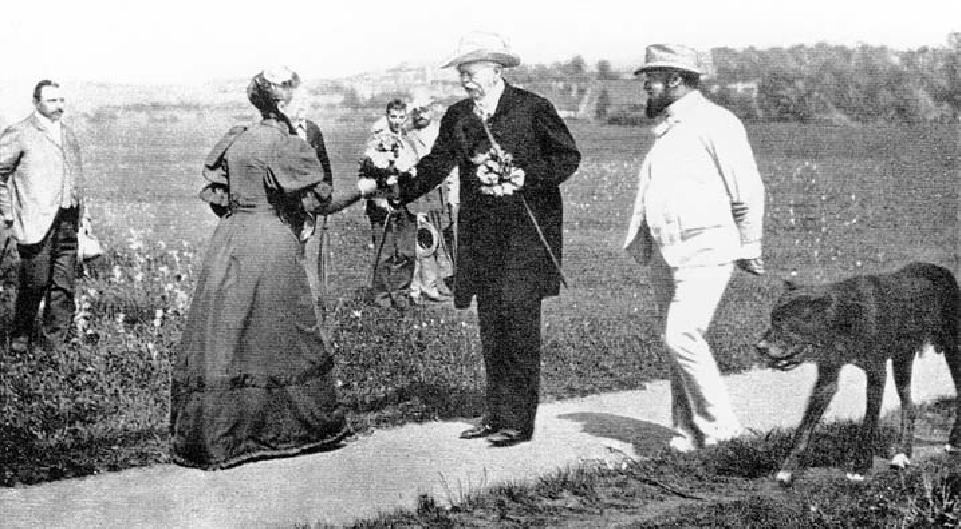
Schweninger avec son patient Otto von Bismarck.

Ernst Schweninger, né le 15 juin 1850 à Freystadt et mort le 13 janvier 1924 à Munich, est un médecin et historien de la médecine[réf. nécessaire] allemand.

## Biographie
Schweninger étudie à Munich à partir de 1866. En 1870, il devient assistant de Ludwig von Buhl (de). En 1875, il passe son habilitation à l'université Louis-et-Maximilien de Munich en pathologie. Il commence à exercer dans le nouvel hôpital de Berlin, dans Groß-Lichterfelde en 1879.
Il réussit à soigner le chancelier Otto von Bismarck[réf. nécessaire] après que celui-ci a été victime d'un attentat au poignard en 1884. Il devient alors professeur à l'université Humboldt de Berlin, membre extraordinaire de la Gesundheitsamt[pas clair] ainsi que directeur d'un des départements de l'hôpital central de la charité.
En 1886, il fait construire un sanatorium à Heidelberg afin de soigner l'obésité grâce à des cures, dont les méthodes ont été développées par Max Joseph Oertel (de).
En 1902, il est embauché par Julius Pagel en tant que professeur d'histoire de la médecine de l'université Humboldt de Berlin.
Schweninger se marie en 1896 à l'ancienne épouse du peintre Franz von Lenbach, qui s'était liée d'amitié avec le chancelier dès 1874.

## Œuvre
- (de) Gesammelte Arbeiten, Berlin, 1886
- (de) Über das Kochsche Heilmittel gegen Tuberkulose, Hambourg et Leipzig, 1890–1891
- (de) Dem Andenken Bismarcks zum 1. April 1899, Leipzig, 1899
- (de) Aus meiner Tätigkeit im Kreiskrankenhaus Gross-Lichterfelde 1900−1906, Berlin, 1906
- (de) Der Arzt, Francfort-sur-le-Main, 1906
- (de) Zur Krebsfrage, Berlin, 1914